# アルゴンキン (カクテル)
アルゴンキン（Algonquin）とは、ウィスキーをベースとするカクテルであり、ショートドリンク（ショートカクテル）に分類される。ただし、冷たいタイプのロングドリンク（ロングカクテル）として作ることもある。
カクテル名のアルゴンキンは、アメリカ先住民族の諸部族の総称から取ったものだとする説がある

。
一方で、ニューヨークにあるアルゴンキンというホテルの名称から取ったものだとする説もある

。

## 標準的なレシピ
- ウィスキー ： ドライ・ベルモット ： パイナップル・ジュース ＝ 2：1：1

### 作り方
ウィスキー、ドライ・ベルモット、パイナップル・ジュースをシェークして、カクテル・グラス（容量75〜90ml程度）に注げば完成である。

### 備考
ロングドリンクとして作る場合は、上記の作り方で同じ割合の材料をシェークして、氷を入れたオールド・ファッションド・グラス（容量180〜240ml程度）に注げば良い。なお、参考までに、ロングドリンクとして作る場合のレシピを記しておく。
- ウィスキー ＝ 50ml
- ドライ・ベルモット ＝ 25ml
- パイナップル・ジュース ＝ 25ml

このように、ショートドリンクとして作る場合と、材料の比率は同じである。

## 主な参考文献
- 稲 保幸 『スタンダードカクテル』 新星出版 1993年2月25日発行 ISBN 4-405-09577-9
- Maria Costantino著 今井 由美子 訳 『ホームカクテル』 産調出版 2005年12月10日発行 ISBN 4-88282-453-1